# 정채율
정채율(1996년 9월 4일 ~ 2023년 4월 11일)은 대한민국의 모델, 배우이다.

## 학력
- 한림연예예술고등학교 패션모델과 (졸업)

## 방송
- MBC 마이리틀텔레비전
- XTM 탑 기어 코리아
- Mnet 복세편살
- ONSTYLE 데빌스런웨이

## 경력
- 2015년, 에스팀 엔터테인먼트 소속 모델 데뷔
- 2016 S/S 서울패션위크 럭키슈에뜨 패션쇼 모델
- 2016 S/S 서울패션위크 미스지 패션쇼 모델
- 2016 S/S 서울패션위크 티백 패션쇼 모델
- 2016 S/S 서울패션위크 수미수미 패션쇼 모델

## 광고
- 소노비
- 쥬시꾸뛰르
- 에뛰드
- 빈폴 아웃도어
- 라네즈
- 이니스프리
- 질스튜어트
- 스톤헨지
- 헤지스
- 럭키슈에뜨
- 슈펜
- 폴더
- 커밍스텝
- 코오롱스포츠
- 삼성 갤럭시노트9
- 구글 플레이게임

## 출연 작품

### 영화
| 연도 | 제목        | 역할 |
| ---- | ----------- | ---- |
| 2018 | 딥          | 시언 |
| 2020 | 사냥의 시간 |      |

### 드라마
| 연도 | 방송  | 제목                         | 역할   | 비고   |
| ---- | ----- | ---------------------------- | ------ | ------ |
| 2020 | KBS2  | 좀비탐정                     | 배윤미 | 12부작 |
| 2022 | TVING | 아직 최선을 다하지 않았을 뿐 | 김효지 | 12부작 |

### 방송
- 《devil's RUNWAY》 (2016년, On Style)